# The Scots Musical Museum

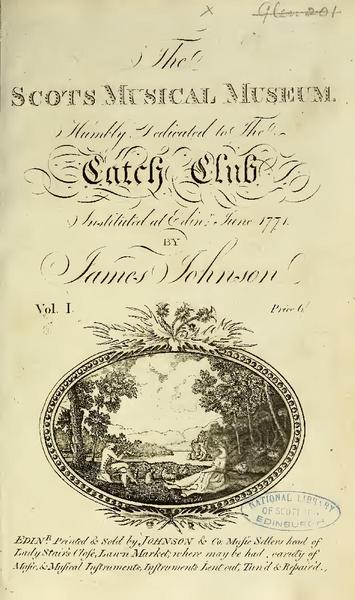

Scots Musical Museum är en inflytelserik notsamling av traditionell skotsk folkmusik som publicerades i flera volymer under åren 1787 till 1803. Även om det inte var den första samlingen av skotska folkvisor och musik, samlade de sex volymerna – med 100 låtar i varje – många musikstycken, introducerade nya låtar och bidrog till att föra in flera av dem i den klassiska musikrepertoaren.
Projektet inleddes av James Johnson, en kämpande notgravör och musikförsäljare med en kärlek till gamla skotska sånger och en stark vilja att bevara dem. Under vintern 1786 träffade han Robert Burns, som då besökte Edinburgh för första gången. Det visade sig att Burns delade hans intresse och snart blev en entusiastisk bidragsgivare. Den första volymen publicerades 1787 och innehöll tre låtar efter Burns. Han bidrog med 40 låtar till volym 2, och kom slutligen att ha samlat in ungefär en tredjedel av samlingens totalt 600 låtar, samt göra betydande redaktionella insatser.
Den sista volymen gavs ut år 1803 och innehöll den första tryckningen av Handsome Nell, Burns första egenskrivna sång.
Förutom att samla in gamla sånger skrev Robert Burns även nya texter till äldre melodier. Många av de sånger som i dag tillskrivs Burns har därför äldre ursprung.
Bland sångerna i samlingen återfinns välkända titlar som: 
- Auld Lang Syne
- Lord Ronald, my Son (mer känd som Lord Randal)
- My love is like a Red, Red Rose

Burns sånger inkluderar:
- The Battle of Sherramuir,
- Scots Wha Hae
- Green Grow the Rashes
- Flow Gently Sweet Afton
- Ye Banks and Braes of Bonnie Doon
- Ae Fond Kiss
- The Winter it is Past
- Comin' Thro the Rye
- There Grows a Bonnie Brier Bush [1]
- John Anderson, My Jo

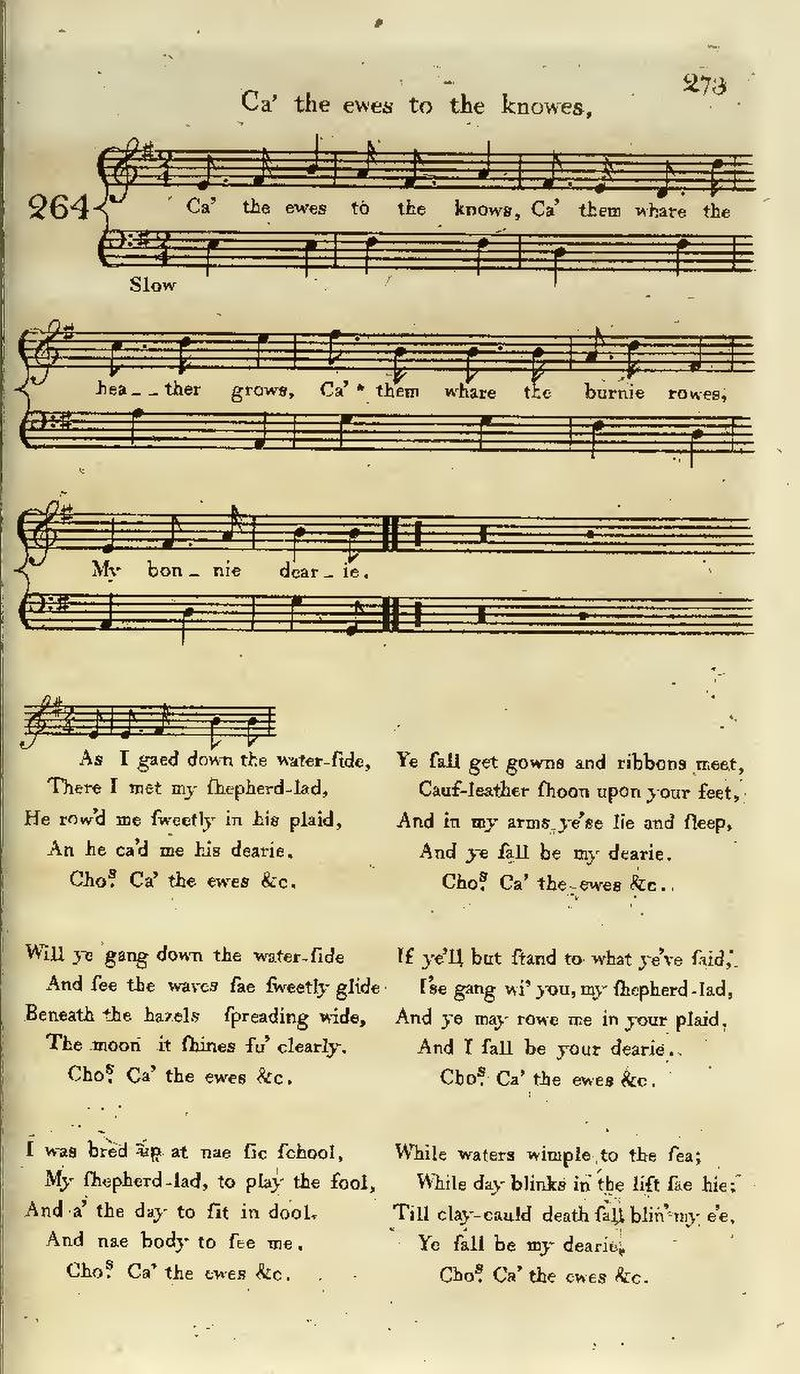
Notblad för låten Ca' the Yowes.

De tidigaste utgåvorna av The Scots Musical Museum angav inte vilka sånger som var skrivna av Robert Burns, eftersom han år 1787 ännu inte hunnit etablera sitt rykte. I senare utgåvor började dock hans namn anges i indexet, och texterna försågs ofta med tillägget: “Written for this Work by Robert Burns” (”Skriven för detta verk av Robert Burns”).
The Scots Musical Museum gavs från början ut på enkla papper, och den tidigaste versionen av titelbladet saknar ram kring vinjetten. I senare versioner tillkom en ram, samt ett tistel-mönster upptill och nedtill på sidan.
Samlingen blev populär även internationellt, och flera av sångerna och melodierna arrangerades av tonsättare som Joseph Haydn och Ludwig van Beethoven. Robert Burns samarbetade också med George Thomson i verket A Select Collection of Original Scottish Airs, som gavs ut mellan 1793 och 1818. Denna samling presenterade skotska folksånger i klassiska arrangemang. Även om detta bidrog till att nå en ny publik, fortsatte många av sångerna och melodierna att leva kvar inom folkmusiktraditionen, både i Skottland och i Amerika.
Den amerikanske samlaren John Gribbel kom under en period att äga Robert Burns’ anteckningsexemplar av The Scots Musical Museum. Det rörde sig om de fyra första volymerna av Johnsons verk, där sidorna var interfolierade med cirka 140 handskrivna sidor med Burns’ egna anteckningar och förklaringar till de 184 sånger han bidrog med. Dessa volymer hade länge tillhört familjen Riddell från Friars Carse i Nithsdale. Burns’ anteckningar har gett värdefulla insikter om sångernas upphov och hur han själv bearbetat dem.